# کوه چراکر
کوه چراکر (به عربی: جبل شراشر) یک کوه در الجزایر است که در استان نعامه واقع شده‌است. کوه چراکر ۱٬۷۲۱ متر بالاتر از سطح دریا واقع شده‌است.